# Фальсес
Фальсес (ісп. Falces) — муніципалітет в Іспанії, у складі автономної спільноти Наварра. Населення — 2641 особа (2009).
Муніципалітет розташований на відстані близько 270 км на північний схід від Мадрида, 49 км на південь від Памплони.

## Демографія
Динаміка населення (INE ):

## Галерея зображень

Розташування муніципалітету
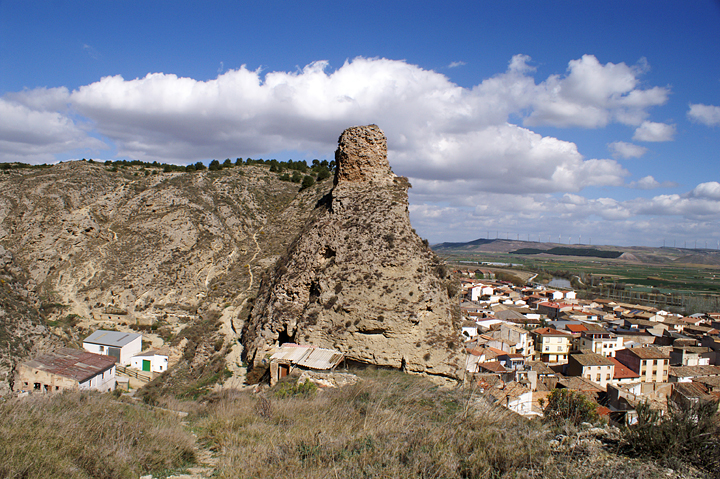
Фальсес